# Agrostis punctata
Agrostis punctata é uma espécie de gramínea do gênero Agrostis, pertencente à família Poaceae.